# Incizie Pfannenstiel

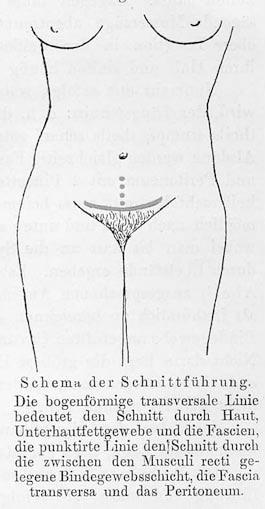
Prima descriere a acestui tip de incizie

În chirurgia ginecologică și urologie, incizia Pfannenstiel este un tip de incizie transversală, efectuată în zona supra-pubiană.
A fost introdusă de Hermann Johannes Pfannenstiel, în scopul reducerii riscului de hernie provocat de alte tipuri de incizii, care a descris-o într-o lucrare publicată în 1900.
Este utilizată cu precădere în intervenția cezariană și în histerectomie și prezintă următoarele avantaje:
- permite un câmp de deschidere mare;
- asigură o cicatrice estetică deoarece se practică în regiunea părului pubian;
- este mai puțin predispusă la infecții post-operatorii.

Prezintă următoarele dezavantaje:
- timpul mai lung impus pentru deschidere, ceea ce o face contraindicată în marile urgențe;
- câmpul operator nu poate fi prelungit ca la incizia mediană, fiind contraindicată în cazul tumorilor foarte mari.